# Ruperto Vidaurreta de la Cámara
Ruperto Vidaurreta de la Cámara fue el primer presidente del efímero Cantón de Motril. 

## Biografía
Natural de dicha ciudad, era hijo de María de los Dolores de la Cámara y de Fernando Vidaurreta, quién en 1856 ocupaba el cargo de alcalde. Este matrimonio se casó, en Motril (Granada) el 23 de octubre de 1849 y, además de Ruperto, el matrimonio tuvo al menos otros tres hijos, Emiliano, alumno del colegio sexitano en 1883 que después llegaría a ser notario de Motril, Consuelo, muy habitual en las obras de teatro motrileñas y Fernando Vidaurreta de la Cámara, coronel del ejército.
La familia Vidaurreta en la segunda mitad del siglo XIX ocupaba un papel relevante en la sociedad motrileña. Ruperto Vidaurreta, al igual que su hermano Emilio y Consuelo eran socios del Liceo Artístico y Literario de Motril inaugurado el 7 de octubre de 1872 en el teatrito de Saló. Gaspar Esteva Ravassa, familiar indirecto de Ruperto, ya que este estaba casado con María de la Concepción Sánchez Vidaurreta, escribió sobre Ruperto por la interpretación de la obra D. Tomás “papel que supo bordar, recitó magistralmente aquellas septinas a finales de la palinodia del protagonista de la comedia precipitada...”
Otra de las escasas referencias a Ruperto Vidaurreta de la Cámara, se refiere a la bendición y colocación de la primera piedra en las obras de construcción del espigón de poniente del Puerto de Motril. El 21 de octubre de 1908 lo que definieron como “el acto de la inauguración oficial, que señala una fecha inolvidable en la historia de Motril”. Ese día todo Motril acudió a El Varadero a participar en la celebración que llevaría a Motril a un nuevo mundo. Tan importante fue el acontecimiento que los comerciantes acordaron cerrar para formar parte de este evento. A las diez y media salían tres tranvías, engalanados con adornos y banderas con los colores nacionales en donde se trasladaban hasta El Varadero a los miembros del Ayuntamiento y a representaciones de todos los estamentos de la sociedad motrileña. En uno de estos tranvías fue Ruperto que en aquel entonces ocupaba el cargo de Vicepresidente de la Cámara de Comercio, Industria y Navegación de Motril, le acompañaban el tesorero, don Raimundo Vilá, y el bibliotecario don Francisco de Paula García Cazorla. Una vez llegó el Arzobispo de Granada y el alcalde accidental de Motril, Ricardo Molina, la banda de música tocó la marcha real y se inició una traca de cohetes que no cesó desde la ermita hasta el lugar de inicio de las obras. Estas son algunas de las escasísimas referencias localizadas sobre este personaje que en el movimiento cantonal de julio de 1873 se convertiría, sin querer, en principal protagonista.

### Presidente del Cantón de Motril
Quizás por el hecho que es más conocido Ruperto Vidaurreta fue por convertirse, casi sin querer, en el Primer presidente de lo que los motrileños aún reconocen como República de Motril, tratándose ciertamente de la adhesión al movimiento cantonal iniciado en Granada.
Ruperto Vidaurreta era en aquellas fechas (julio de 1873) capitán de la compañía de voluntarios de Motril y era una de las personas que servían de mediador entre el poder establecido por los políticos y terratenientes (grandes contribuyentes) y por otro lado el de los ciudadanos y masa obrera motrileña. En la Junta de Orden Público celebrada el 22 de julio, ante la falta de noticias de Madrid y el descontento generalizado de la población y también como medio para evitar una revuelta incontrolada, los poderes establecidos acordaron que Ruperto Vidaurreta y Francisco Trujillo encabezaran el Comité de Salud Pública que es como se definió lo que en realidad era la creación de un cantón independiente en Motril.
En un primer momento Ruperto Vidaurreta rechazó esta propuesta pero posteriormente tuvo que aceptarla con ciertas condiciones.